# Amate de la Piedra
Amate de la Piedra är en ort i Mexiko.   Den ligger i kommunen Pedro Ascencio Alquisiras och delstaten Guerrero, i den södra delen av landet, 130 km sydväst om huvudstaden Mexico City. Amate de la Piedra ligger 1 648 meter över havet och antalet invånare är 156.
Terrängen runt Amate de la Piedra är kuperad. Runt Amate de la Piedra är det ganska glesbefolkat, med 26 invånare per kvadratkilometer. Närmaste större samhälle är Teloloapan, 13,7 km söder om Amate de la Piedra. I omgivningarna runt Amate de la Piedra växer huvudsakligen savannskog.